# Zygaenosia basalis
Zygaenosia basalis là một loài bướm đêm thuộc phân họ Arctiinae, họ Erebidae.